# Río Traful
Río Traful är ett vattendrag i Argentina.   Det ligger i provinsen Neuquén, i den sydvästra delen av landet, 1 300 km sydväst om huvudstaden Buenos Aires.
Omgivningen kring Río Traful är i huvudsak ett öppet busklandskap. Området är nästan obefolkat, med mindre än två invånare per kvadratkilometer.